# Carlos Prieto (handball)
Pour les articles homonymes, voir Carlos Prieto et Prieto.
Carlos Prieto Martos, né le 2 février 1980 à Mérida, est un joueur international espagnol de handball. Il est notamment médaillé de bronze aux Jeux olympiques de 2008 de Pékin.

## Résultats

### En clubs
Compétitions internationales
- Vainqueur de la Ligue des champions (3) : 1998, 1999 et 2006
- Vainqueur de la Coupe des Coupes (2) : 2003, 2009
- Vainqueur de la Supercoupe d'Europe (3) : 1997, 1998, 2005 et 2006

Compétitions nationales
- Vainqueur du Championnat d'Espagne (4) : 1998, 1999, 2004 et 2007
- Vainqueur de la Coupe du Roi (2) : 1998 et 2003
- Vainqueur de la Coupe ASOBAL (4) : 2004, 2005, 2006 et 2007
- Vainqueur de la Supercoupe d'Espagne (2) : 1997-98 et 2004-05
- Vainqueur de la Supercoupe de Slovénie (1) : 2010-11
- Vainqueur de la Coupe de Slovénie (1) : 2012
- Vainqueur de la Supercoupe de Suisse (1) : 2012-13

### En équipe nationale
Compétitions internationales
- 4e place au Championnat d'Europe 2002
- 4e place au Championnat du monde 2003
- 10e place au Championnat d'Europe 2004
- Médaille de bronze aux Jeux olympiques de 2008 de Pékin
- 6e place au Championnat d'Europe 2010

Autres
- Médaille de bronze au Championnat d'Europe des -20 ans en 2000
- Médaille d'argent au Championnat du monde junior en 2001 (da)
- Médaille d'or aux Jeux méditerranéens de 2005 à Almería